# Заразиха сетчатая
Заразиха сетчатая (лат. Orobanche reticulata) — многолетнее травянистое растение, вид растений-паразитов семейства Заразиховые (Orobanchaceae). По современной классификации включает в себя также ранее самостоятельный вид Заразиха бледноцветковая (Orobanche pallidiflora), получивший статус подвида Orobanche reticulata subsp. reticulata.

## Название
Научное родовое название лат. Orobanche (оробанхе) встречается у Диоскорида и образовано, по всей видимости, от греческих корней др.-греч. ὄροβος (оробос — «горох» или вообще бобовое растение) и др.-греч. ἄγχω (анхо — «душить, давить»). Дано по предпочтительному обитанию некоторых видов рода Заразиха на корнях растений семейства Бобовые.
Видовой эпитет лат. reticulata является женским родом прилагательного со значением «сетчатый, мелкосетчатый», образованного от корня лат. rēticulum (маленькая сеть) и суффикса лат. ātus, формирующего прилагательные.
Русскоязычное родовое название имеет значение «заражающий, повреждающий» (от «заражать» в переносном смысле «оказывать вредное, губительное действие») и связано с негативным воздействием этих растений-паразитов на своих хозяев, угнетающих развитие или вызывющих их гибель. Видовой эпитет является смысловым переводом латинского.

## Ботаническое описание
Двулетние или многолетние растения 15 — 60 см высотой, коротко железистоволосистые.
Стебель прямостоячий, красноватый, желтоватый или буроватый, в средней части 2-10 мм толщиной, у основания слабо утолщенный, с немногочисленными ланцетными чешуями до 15-20 мм длиной.
Соцветие продолговатое или овальное, либо короткоцилиндрическое, довольно густое, короче остальной части стебля или равное ей. Кроющие чешуи яйцевидно-ланцетные или ланцетные, до 16 мм длиной. Сегменты чашечки свободные, до 10-12 мм длиной, цельные. Венчик 15-20 мм длиной, колокольчатый, беловатый или светло-желтый, к отгибу с темно-красным или красно-филолетовым оттенком. Снаружи покрыт многочисленными железистыми волосками красного или фиолетового цвета. Верхняя губа выемчатая. Тычиночные нити почти голые, прикреплены к трубке венчика на расстоянии 2-4 мм от основания. Пыльники и столбик рыльца голые, рыльце красное. Цветет в июне-июле, плодоносит в июле-сентябре.
Плод — коробочка.

## Распространение и экология
Вид паразитирует преимущественно на представителях родов Короставник (Knautia), Скабиоза (Scabiosa), на видах Бодяк огородный (Cirsium oleraceum), Бодяк разнолистный (Cirsium heterophyllum), Бодяк полевой (Cirsium arvense) и некоторых других сложноцветных.
Природный ареал охватывает Скандинавию, Среднюю и Атлантическую Европу, Средиземноморье, Балканы, Малую Азию, Индийско-Гималайский район.
В России встречается в Европейской части, на Кавказе, в Западной Сибири. В средней России встречается в Московской и Пензенской областях, в Мордовии.
Произрастает на каменистых склонах и субальпийских лугах верхнего горного пояса, среди кустарников, на лугах, лесных полянах, в лесах обычно у выходов грунтовых вод.

## Классификация

### Таксономическое положение
- Orobanche reticulata Wallr., 1825, Orobanches Gen. Diask. : 42

Вид Заразиха сетчатая относится к роду Заразиха (Orobanche) семейства Заразиховые (Orobanchaceae) порядка Ясноткоцветные (Lamiales) последовательно входящего в более крупные клады Ламииды → Астериды → Суперастериды → Эвдикоты → Цветковые растения. Таксономическая схема в соответствии с Системой APG IV по состоянию на декабрь 2023 года:
|  |                          |  |                                   |                                   |                       |  | еще 23 семейства | еще 23 семейства |                   |  |                         |  | еще 203 подтвержденных вида и 51 таксон в статусе "неподтвержденных" | еще 203 подтвержденных вида и 51 таксон в статусе "неподтвержденных" |  |
|  |                          |  |                                   |                                   |                       |  | еще 23 семейства | еще 23 семейства |                   |  |                         |  | еще 203 подтвержденных вида и 51 таксон в статусе "неподтвержденных" | еще 203 подтвержденных вида и 51 таксон в статусе "неподтвержденных" |  |
|  |                          |  |                                   | порядок Ясноткоцветные            |                       |  |                  |                  | род Заразиха      |  |                         |  |                                                                      |                                                                      |  |
|  |                          |  |                                   | порядок Ясноткоцветные            |                       |  |                  |                  | род Заразиха      |  | 2 внутривидовых таксона |  |                                                                      |                                                                      |  |
|  | клада Цветковые растения |  |                                   |                                   | семейство Заразиховые |  |                  |                  | Заразиха сетчатая |  |                         |  |                                                                      |                                                                      |  |
|  | клада Цветковые растения |  |                                   |                                   |                       |  |                  |                  |                   |  |                         |  |                                                                      |                                                                      |  |
|  |                          |  | ещё 63 порядка цветковых растений | ещё 63 порядка цветковых растений |                       |  |                  | еще 98 родов     | еще 98 родов      |  |                         |  |                                                                      |                                                                      |  |
|  |                          |  |                                   | ещё 63 порядка цветковых растений |                       |  |                  |                  | еще 98 родов      |  |                         |  |                                                                      |                                                                      |  |

### Внутривидовые таксоны
- Orobanche reticulata subsp. agigensis Rätzel & Uhlich
- Orobanche reticulata subsp. reticulata — Заразиха бледноцветковая

### Синонимы
- Orobanche platystigma subsp. reticulata (Wallr.) P.Fourn.
- Orobanche reticulata subsp. pallidiflora (Wimm. & Grab.) Tzvelev